# دوکاتی دزموسدیچی آرآر
دوکاتی دزموسدیچی آرآر (به انگلیسی: Ducati Desmosedici RR) یک موتور اسپرت چهارسیلندر ایتالیایی با انجین وی۴ ۹۸۹ سی‌سی، توان خروجی ۱۷۹ اسب بخار و حداکثر سرعت ۳۰۰ کیلومتر بر ساعت که در سال ۲۰۰۷ و ۲۰۰۸ توسط کمپانی دوکاتی به صورت محدود (۱۵۰۰ دستگاه) تولید شد.

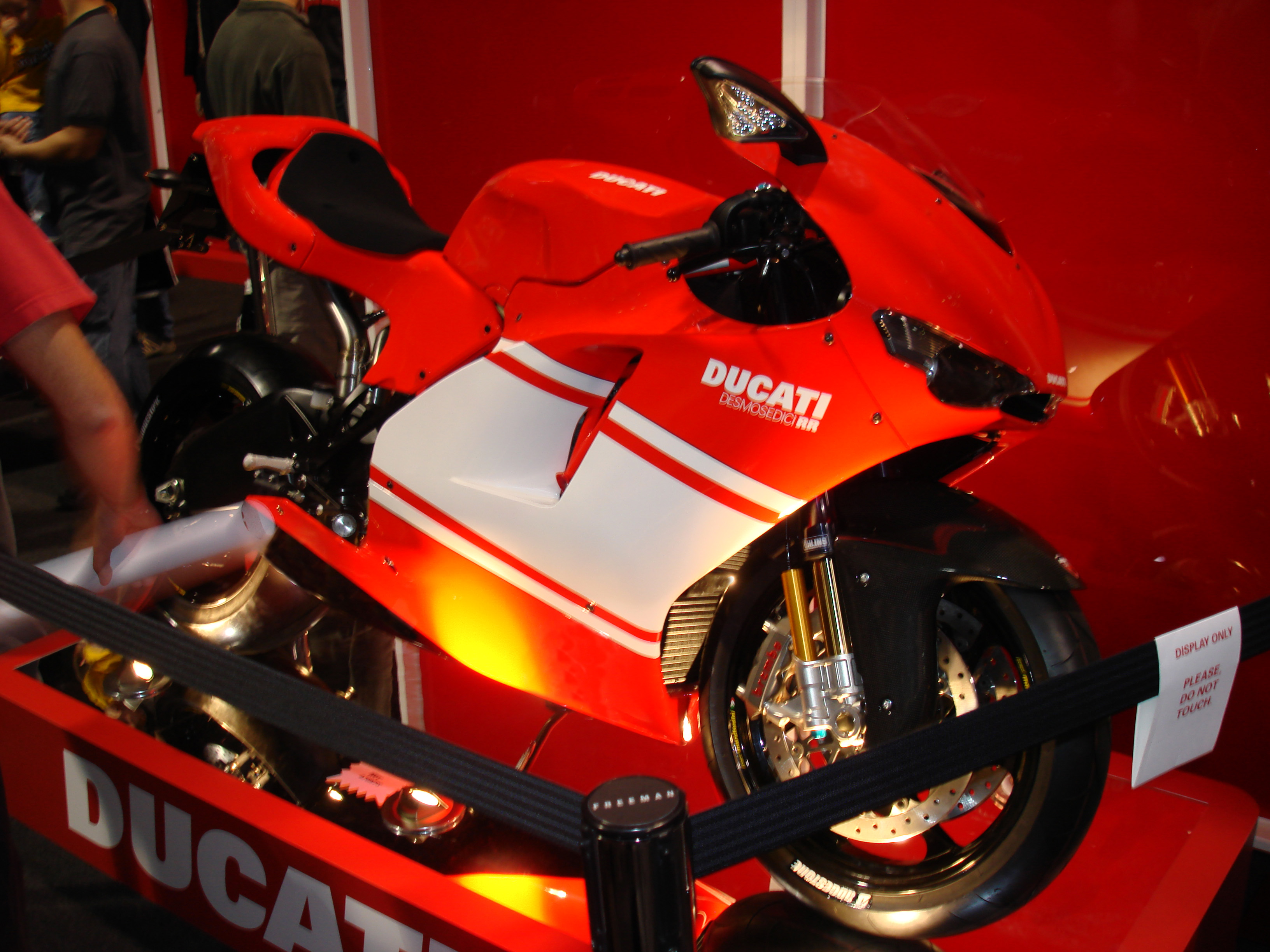
دزموسدیچی مدل ۲۰۰۸